# Purpurryggig nålnäbb
Purpurryggig nålnäbb (Ramphomicron microrhynchum) är en fågel i familjen kolibrier.

## Utseende
Purpurryggig nålnäbb är en liten kolibri med mycket kort och rak näbb samt rätt lång, kluven stjärt. Hanen är omisskännlig, med gnistrande lilafärgad rygg och grön underisda. Honan är grön ovan och vitaktig under, tätt översållad med gröna fläckar, framförallt på flankerna.

## Utbredning och systematik
Purpurryggig nålnäbb förekommer i Anderna och delas in i fyra underarter med följande utbredning:
- Ramphomicron microrhynchum microrhynchum – Colombia, Ecuador och nordvästra Peru
- Ramphomicron microrhynchum andicola – västra Venezuela (Merida)
- Ramphomicron microrhynchum albiventre – centrala Peru (från Huánuco till Junín, Cuzco och Apurimac)
- Ramphomicron microrhynchum bolivianum – västra Bolivia (Cochabamba)

Vissa inkluderar andicola i nominatformen.

## Levnadssätt
Purpurryggig nålnäbb hittas i bergstrakter där den hittas i fuktiga elfinskogar nära trädgränsen. Där ses den vanligen enstaka i trädtaket eller i skogskanter, men kan ses samlas i större antal vid blommande träd. Fågeln påträffas även högre upp i páramo och ibland även på lägre höjder under torrsäsongen.

## Status och hot
Arten har ett stort utbredningsområde, men tros minska i antal, dock inte tillräckligt kraftigt för att den ska betraktas som hotad. Internationella naturvårdsunionen IUCN listar arten som livskraftig (LC).